# Reseda suffruticosa
Reseda suffruticosa är en resedaväxtart som beskrevs av Pehr Löfling. Reseda suffruticosa ingår i släktet resedor, och familjen resedaväxter. Inga underarter finns listade i Catalogue of Life.

## Bildgalleri

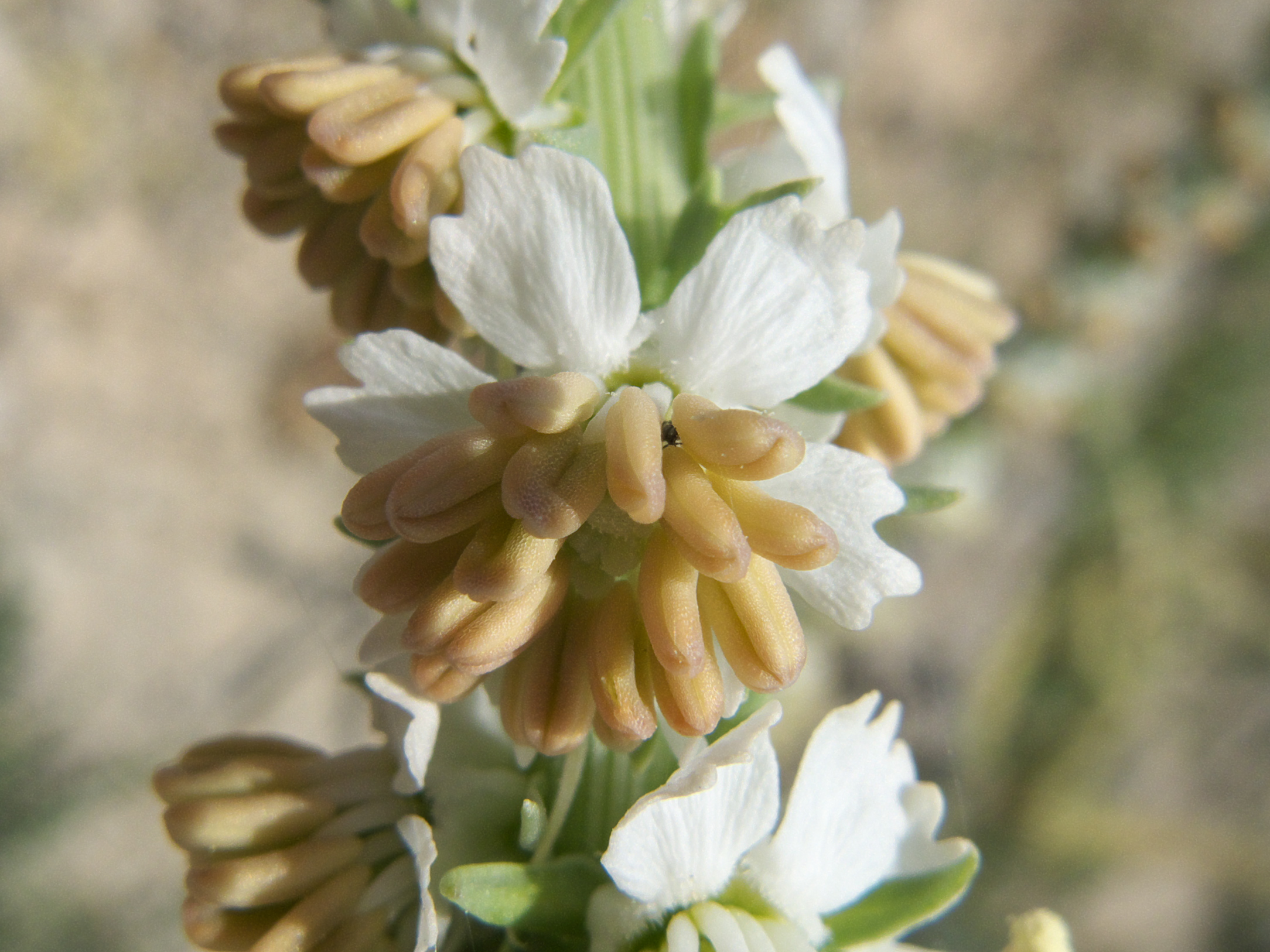
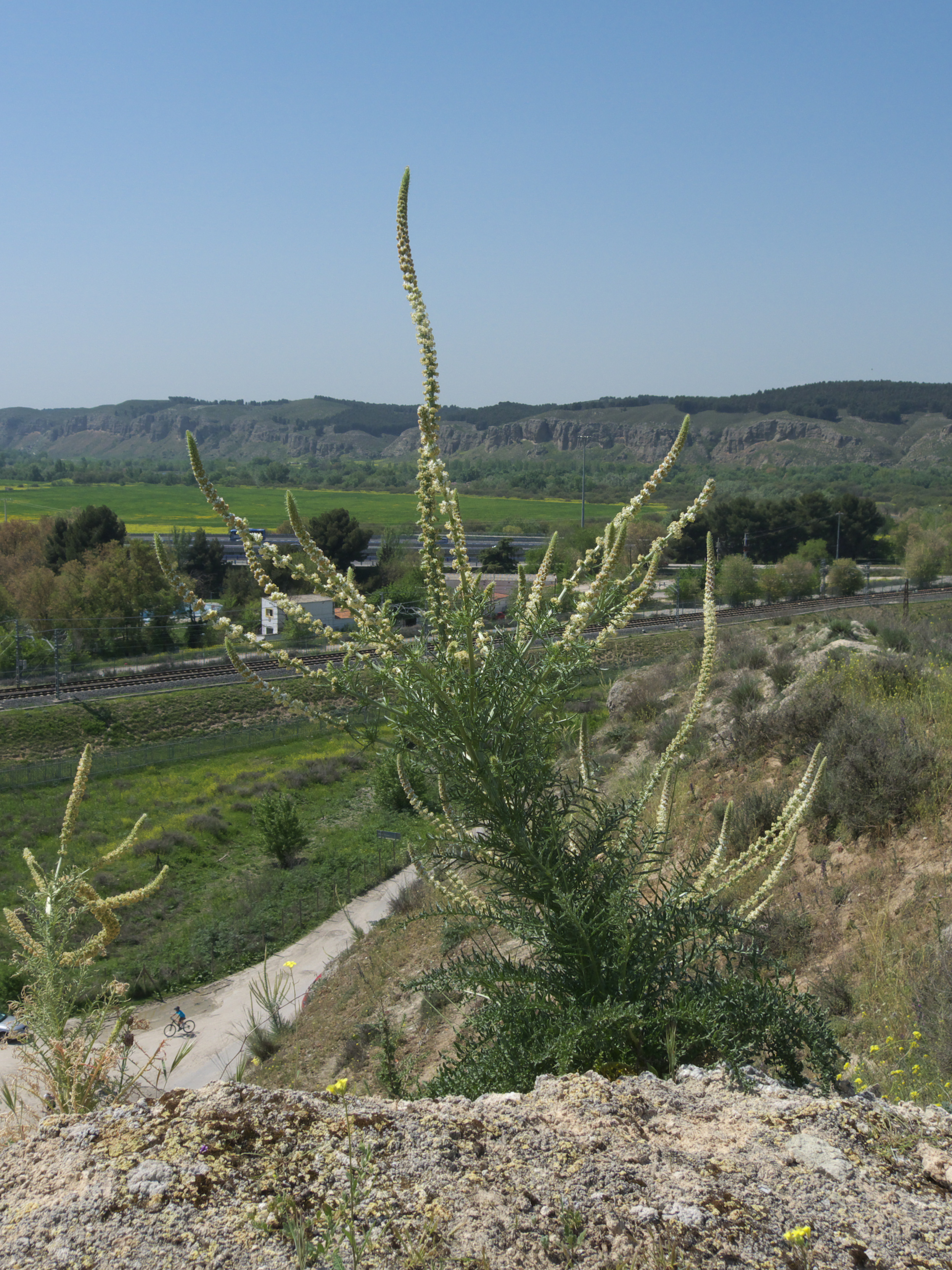